# Вашингтон Тауншип (округ Ері, Пенсільванія)
Вашингтон Тауншип (англ. Washington Township) — селище (англ. township) в США, в окрузі Ері штату Пенсільванія. Населення — 4393 особи (2020).

## Демографія
Згідно з переписом 2010 року, у селищі мешкали 4432 особи в 1712 домогосподарствах у складі 1310 родин. Було 1825 помешкань
Расовий склад населення:
| - 98,3 % — білих - 0,3 % — чорних або афроамериканців - 0,3 % — азіатів - 0,1 % — корінних американців |

До двох чи більше рас належало 0,9 %. Частка іспаномовних становила 0,5 % від усіх жителів.
За віковим діапазоном населення розподілялося таким чином: 22,1 % — особи молодші 18 років, 64,7 % — особи у віці 18—64 років, 13,2 % — особи у віці 65 років та старші. Медіана віку мешканця становила 43,3 року. На 100 осіб жіночої статі у селищі припадало 100,9 чоловіків;  на 100 жінок у віці від 18 років та старших — 96,3 чоловіків також старших 18 років.
Середній дохід на одне домашнє господарство  становив 87 139 доларів США (медіана — 72 159), а середній дохід на одну сім'ю — 97 854 долари (медіана — 75 987). Медіана доходів становила 54 375 доларів для чоловіків та 37 535 доларів для жінок. За межею бідності перебувало 13,8 % осіб, у тому числі 21,3 % дітей у віці до 18 років та 11,9 % осіб у віці 65 років та старших.
Цивільне працевлаштоване населення становило 2146 осіб. Основні галузі зайнятості: освіта, охорона здоров'я та соціальна допомога — 28,4 %, виробництво — 16,0 %, будівництво — 9,2 %, роздрібна торгівля — 9,1 %.